# Lehoczky Vilmos
Kisrákói és bisztricskai Lehoczky Vilmos, Lehotzky (Bisztricska (Turóc megye), 1847. január 25. – Turócszentmárton, 1897. április 17.) országgyűlési képviselő.

## Élete
A gimnáziumot Besztercebányán, Rimaszombatban, Selmecbányán és Pápán, a jogot pedig a pozsonyi akadémián végezte. 1869-ben Turóc vármegyében a mosóc-zinói járás alszolgabírája lett. 1872-ben a turócszentmártoni királyi törvényszék jegyzőjévé neveztetett ki, ahol ezen törvényszéknek feloszlatásáig működött. Ezután a turócszentmárton-blatnicai járás főszolgabírájává választatott meg és 1893-ban Rakovszky István későbbi főszámszéki elnök után a szucsányi kerület megválasztotta képviselőjévé. A képviselőház egyik jegyzője, az igazságügyi bizottság tagja volt. Ritkán szerepelt a képviselőházban, de ha a Felvidék érdekei forogtak kockán, felszólalt; viharos összeütközése volt a néppárttal, melyet nyílt ülésen a pánszlávizmussal való szövetkezéssel vádolt.
A felvidéki kultúregyesület érdekeit mindig szívén viselte és a turócszentmártoni magyar műkedvelő társaságnak egyik megalapítója volt.
Országgyűlési beszédei a Naplókban vannak.